# Jean Elliot
Jean (eller Jane) Elliot född i april 1727, död den 29 mars 1805, var en skotsk författare.
Elliot skrev Lament for Flodden, som ibland kallas Flowers of the Forest efter sin melodi. Dikten handlar om slaget vid Flodden, ett blodigt historiskt slag mellan skottar och engelsmän. Inget annat känt verk av henne finns bevarat.